# Rauvolfia nukuhivensis
Rauvolfia nukuhivensis, Syn.: Ochrosia nukuhivensis Fosberg & Sachet, ist eine Pflanzenart aus der Unterfamilie der Rauvolfioideae in der Familie der Hundsgiftgewächse (Apocynaceae). Sie ist ein Endemit nur der Insel Nuku Hiva auf den Marquesas-Inseln im südlichen Pazifik. Sie galt von 1998 an bis zu ihrem Wiederauffinden im Jahr 2002 als ausgestorben.

## Beschreibung

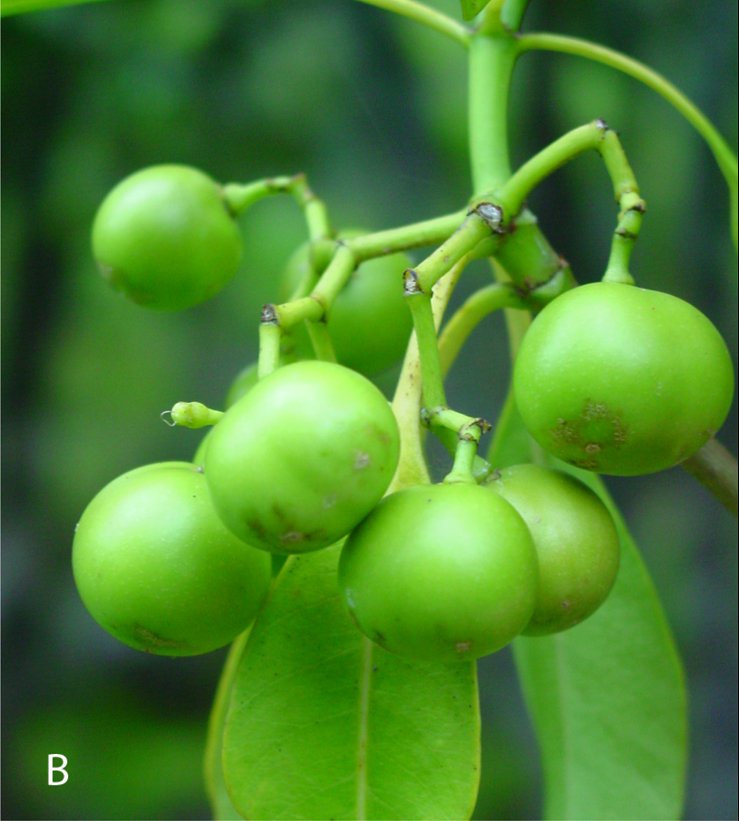
Zweig mit noch unreifen Früchten

### Vegetative Merkmale
Rauvolfia nukuhivensis wächst als Baum, der Wuchshöhen von 8 bis 15 Metern und Brusthöhendurchmesser von 40 bis 50 Zentimetern erreichen kann. Die gefurchte Borke ist blass orangefarben bis braun. Die kahle und runzelige Rinde der Zweige ist braun bis gräulich-braun. Die laubtragenden Zweige werden 3 bis 3,5 Millimeter dick während Zweige, die kein Laub tragen etwa 6 Millimeter dick werden. Der Milchsaft ist weiß.
Die an den Zweigen wechselständig angeordneten Laubblätter sind in einen Blattstiel und eine Blattspreite gegliedert. An der Blattachse sowie an der Basis des Blattstieles findet man 1 bis 2 Millimeter lange, braune Haare. Der an der Oberseite abgeflachte Blattstiel ist 1,2 bis 3,6 Zentimeter lang und 1,2 bis 1,5 Millimeter dick. Die einfache, kahle und pergamentartige Blattspreite ist bei einer Länge von 6 bis 17,6 Zentimetern sowie einer Breite von 1,5 bis 6,2 Zentimetern eiförmig, elliptisch bis länglich-elliptisch. Die Spreitenbasis läuft keilförmig zu, die Spreitenspitze ist zugespitzt und der Spreitenrand ist leicht nach unten eingerollt. Die Blattspreite weist eine blassgrüne Färbung auf. Von jeder Seite des Blattmittelnerves zweigen 21 bis 25 Seitenadern ab.

### Generative Merkmale
Endständig auf einem kahlen Blütenstandsschaft stehen trichotom verzweigte, zymöse Blütenstände, welche 5 bis 7 Zentimeter lang und 7 bis 10 Zentimeter breit sind. Die Deckblätter sind bei einer Länge von etwa 1,5 Millimetern dreieckig und zugespitzt.
Die zwittrigen Blüten sind radiärsymmetrisch und fünfzählig mit doppelter Blütenhülle. Der Kelch weist einen Durchmesser von 3,2 bis 4 Millimetern auf. Die fünf Kelchlappen sind bei einer Länge und Breite von jeweils 1,5 bis 2 Millimeter breit-dreieckig bis eiförmig mit stumpfem oberen Ende. Die cremefarbenen Kronblätter sind zu einer 0,8 bis 1,3 Zentimeter langen Kelchröhre verwachsen. Die 2 bis 3,5 Millimeter langen und ebenso breiten Kelchlappen überlappen leicht nach links. Die annähernd dreieckig-ahlenförmigen und an ihrer Basis pfeilartig zulaufenden Staubbeutel sind 1,2 bis 1,3 Millimeter lang. Der etwa 1,5 Millimeter lange Fruchtknoten ist konisch geformt. Das ringförmige Nektarium ist 0,4 bis 0,5 Millimeter lang. Der etwa 5 Millimeter lange Griffel weist an seiner Basis einen membranartigen Ring auf und endet in einer etwa 0,4 Millimeter langen, zylindrischen Narbe.
Die fleischigen, zur Reife schwarzen Steinfrüchte sind bei einem Durchmesser von 1,2 bis 1,5 Zentimetern fast kugelförmig. Jede Frucht enthält ein bis drei länglich-eiförmige und flache Samen mit leicht runzeligen Rändern.

## Vorkommen
Rauvolfia nukuhivensis ist ein Endemit nur der Insel Nuku Hiva auf den Marquesas-Inseln im südlichen Pazifik. Es sind dort mehrere Population bekannt, wobei eine dieser Populationen bereits erloschen ist. Die erste Population an der Nordküste Nuku Hivas, zwischen der Haataivea-Halbinsel und dem Dorf Aakapa, in welcher 1921 von Forest Buffen Harkness Brown das Typusexemplar gesammelt worden ist, verschwand in der nachfolgenden Zeit und diese Art galt als ausgestorben. Erst ab 2002 fand Jean-François Butaud in der Terre Déserte genannten Region der Insel mehrere aus insgesamt weniger als 50 Einzelpflanzen bestehende Populationen. Das Gebiet der Populationen umfasst dabei die Täler Haahopu, Haatuatua, Hakaavao, Hakaoa, Motuee, Tapueahu und Uea sowie die Plateaus Maauu, Putata, Tohuahee und Vaiteheii. Die Daten bei der IUCN sind von 1998 und gelten als veraltet; dort wurde sie als „Endangered“ = „stark gefährdet“ bewertet.
Rauvolfia nukuhivensis gedeiht in Höhenlagen von 198 bis 627 Metern. Diese Art wächst dort in trockenen Wäldern. In diesen Wäldern wachsen unter anderem verschiedene Arten der Gattungen Cerbera, Feigen (Ficus), Maytenus, Phyllanthus, Seifenbäume (Sapindus) und Xylosma.

## Taxonomie
Die Erstbeschreibung unter dem Namen (Basionym) Ochrosia nukuhivensis erfolgte 1972 durch Francis Raymond Fosberg und Marie-Hélène Sachet in Micronesica, Band 8, S. 48. Die Neukombination zu Rauvolfia nukuhivensis (Fosberg & Sachet) Lorence & Butaud wurde 2011 durch David H. Lorence und Jean-François Butaud in PhytoKeys veröffentlicht.